# Membracis mexicana
Membracis mexicana är en insektsart som beskrevs av Guérin-Méneville. Membracis mexicana ingår i släktet Membracis och familjen hornstritar. Inga underarter finns listade i Catalogue of Life.